# Акустическая гитара
Акусти́ческая гита́ра — струнный щипковый музыкальный инструмент (в большинстве разновидностей с шестью струнами) из семейства гитар, звучание которого осуществляется благодаря колебанию струн, усиливаемому за счёт резонирования полого корпуса. Современные акустические гитары могут иметь встроенные звукосниматели: магнитные или пьезоэлектрические, с эквалайзером и регулятором громкости.
Акустическая гитара является основным инструментом таких жанров, как авторская песня, фолк, занимает важное место в цыганской и кубинской народной музыке, роке, блюзе и других жанрах.
Название «Акустическая» не может трактоваться двояко: оно означает способ звукоусиления резонирующим корпусом инструмента, без использования электричества. Класс гитар с металлическими струнами и корпусами типа Дредноут и Джамбо называется «Эстрадная», или «Фолк-гитара». Тем не менее не будет ошибкой назвать классическую или эстрадную гитару акустической - обе разновидности ими и являются.

## Устройство акустической гитары: основные термины

### 12-лад и 14-лад (12-fret/14-fret)
Термины используются для обозначения позиции на гитарном грифе в месте соединения с декой. У большинства акустических инструментов пятка располагается в районе 14 лада, в то время как 12-ладовое соединение встречается реже.

### Нижняя дека и обечайка (Back/Sides)
Когда речь заходит о материале, из которого сделана акустическая гитара, то чаще всего говорят о материалах нижней деки (дна) и обечайки. Конструкция нижней части бывает двух видов:
1. Массив (Solid Top);
2. Ламинат (Laminated Top).

Резонанс изготавливается из цельного куска дерева, что сказывается на вибрационных качествах инструмента. Такое решение обычно встречается на дорогих моделях акустических гитар. В свою очередь, ламинат изготавливается из нескольких слоев древесины — это благоприятно влияет на прочность.

### Канты (Bindings)
Канты располагаются по контуру инструмента. Помимо визуального эффекта, они придают корпусу прочности и защищают торцы деки от внешнего воздействия. Рядом с кантом дополнительно может быть размещен какой-нибудь орнамент.

### Система пружин (Bracing)
Пружины (англ. brace) представляют собой деревянные бруски, приклеиваемые внутри корпуса к верхней деке и дну. Они увеличивают прочность инструмента, а также сказываются на его акустических свойствах.
Существует несколько базовых вариаций крепления пружин, влияющих на вес и объём инструмента. Традиционным вариантом считается X-образное крепление, изобретенное в 1920-х годах компанией Martin.

### Подставка (Bridge Plate)
Деталь из прочной древесины, приклеенная к деке гитары. Придает гитаре жесткости, необходимой для сопротивления натянутым струнам.

### Накладка грифа (Fingerboard/Fretboard)
Деревянная накладка, приклеиваемая к гитарному грифу и скрывающая анкерный стержень. Придает инструменту дополнительной прочности. Защищает гриф от внешнего воздействия.

### Ладовый порожек (Fret)
Металлический профиль, устанавливаемый по всей длине грифа. При зажатии того или иного лада длина колеблющейся струны сокращается, что позволяет изменять высоту звука и нот.

### Головка грифа (Head)
Располагается выше верхнего порожка. В этой части инструмента находятся колки для натяжения струн. Как правило, состоит из двух частей: тела головки и накладки.

### Накладка на головку грифа (Headplate)
Тонкая пластина плотной древесины, устанавливаемая на лицевой стороне головки. Обычно в качестве материала используют тот же вид дерева, которые применяется для изготовления корпуса инструмента. Накладка укрепляет головку, а также скрывает шов на месте склейки грифа и головки.

### Пятка (Heel)
Выступающая деталь грифа, соединяющая его с корпусом гитары. Фиксируется с помощью болтов или клея.

### Верхний порожек (Nut)
Опора струн на гитарном грифе. Чаще всего изготавливается из кости, синтетических материалов или плотного дерева.

### Пьезозвукосниматель (Piezo pickup)
Специальные звукосниматели, воспринимающие вибрации деки, а не струн. Чаще всего такие датчики устанавливают в районе бриджа — это обеспечивает более качественное звучание. После обработки, вибрации преобразуются в электрический сигнал и в дальнейшем могут быть обработаны предусилителем.

### Предусилитель (Preamp)
Предусилитель обрабатывает сигнал, поступающий от звукоснимателей или микрофона. Благодаря специальным элементам управления, таким как эквалайзер и фазовые переключатели, предамп может влиять на тональные характеристики инструмента. Как правило, предусилители являются активными, а питание осуществляется с помощью батареек.

### Орнамент (Purfling)
Декоративный элемент, украшающий деку инструмента.

### Розетка (Rosette)
Декоративный элемент, украшающий резонаторное отверстие. Изготавливается из пластмассы, бумаги, перламутра или древесины. Очень часто само резонаторное отверстие в просторечии называют розеткой.

### Нижний порожек (Saddle)
Клиновидная пластинка, плотно прилегающая к подставке.

### Мензура (Scale length)
Мензура — это расстояние от верхнего порожка до центра 12 лада. При указании длины мензуры в характеристиках инструмента, обычно используют формулу «Длина от верхнего порожка до 12 лада, умноженная на два».
Длина мензуры влияет на мягкость струн и тональные характеристики инструмента. Чем длиннее мензура, тем ярче выражены низкие частоты в звуке инструмента.

### Дека (Soundboard/Top)
Верхняя часть акустической гитары, отвечающая за передачу вибраций струн в воздух. Комбинация качеств деки и системы пружин играет решающую роль в тональных характеристиках инструмента. Чаще всего изготавливается из цельной древесины (резонанса).

### Резонаторное отверстие, резонатор (Soundhole)
Круглое отверстие в деке, уравновешивающее давление воздуха, что позволяет ей свободно вибрировать.

### Анкерный стержень (Truss rod)
Стальной стержень, установленный внутри гитарного грифа. Основное предназначение стержня — компенсировать натяжение металлических струн и не давать грифу гнуться под его воздействием. Регулируя анкерный стержень, можно изменять прогиб грифа. Это может пригодиться при изменении климатических условий, в которых находится инструмент или смене калибра и/или материала струн.